# Jack McVea
John Vivian 'Jack' McVea (Los Angeles, 5 november 1914 - aldaar, 27 december 2000) was een Amerikaanse saxofonist (tenor- en baritonsaxofoon) en klarinettist in de swing, blues en rhythm and blues.

## Biografie
McVie's vader was de bekende banjoïst Satchel McVea en banjo was ook zijn eerste instrument. Een musicus uit zijn vader's groep leerde hem saxofoon spelen. Hij begon zijn loopbaan in lokale groepen in Los Angeles, zoals Dootsie Williams' Harlem Dukes. In 1940 werd hij baritonsaxofonist in het orkest van Lionel Hampton. In 1942 werkte hij mee aan plaatopnames van T-Bone Walker. Vanaf 1944 werkte hij vooral met eigen groepen, tevens was hij studiomuzikant bij MGM. In 1944 trad hij op tijdens het eerste Jazz at the Philharmonic-concert. In 1945 speelde hij mee op een platensessie van Slim Gaillard, naast Charlie Parker en Dizzy Gillespie.
McVea was leider van de studioband van Black & White Records. In oktober 1946 nam hij daar "Open the Door, Richard!" , dat in 1947 de Amerikaanse hitlijsten haalde en zijn bekendste nummer werd. Het werd ook door veel andere artiesten opgenomen.
Van 1966 tot zijn pensionering in 1992 leidde hij de Royal Street Bachelors, een groep die dixieland speelde op New Orleans Square in Disneyland. Het trio bestond uit McVea (klarinet), Herman Mitchell (banjo) en Ernie McLean (gitaar en banjo). Volgens McVea was hij niet zo'n goeie klarinettist en studeerde hij van tevoren drie nummers in, waarna hij het baantje kreeg.

## Discografie
Als leider/mede-leider
De platen op Blue Moon bevatten opnames uit de Black & White-periode (inclusief "Open the Door, Richard"), Delmark Records bracht zijn sessies voor Apollo Records uit en de Ace-releases bevatten zijn opnames voor Combo Records. Fortissimo! bevat verschillende alternate takes.

### Lp-compilaties
- Open The Door, Richard [rec. 1945–1947] (Jukebox Lil #607, 1984)
- Two Timin' Baby [rec. 1944–1947] (Jukebox Lil #612, 1986)
- New Deal [rec. 1944–1948] (Jukebox Lil #625, 1988)

### Cd-compilaties
- The Complete Recordings, Vol. 1 (1944–1945) (Blue Moon #6031, 2002)
- The Complete Recordings, Vol. 2 (1945–1946) (Blue Moon #6032, 2002)
- The Complete Recordings, Vol. 3 (1946–1947) (Blue Moon #6033, 2002)
- The Complete Recordings, Vol. 4 (1947–1952) (Blue Moon #6034, 2002)
- McVoutie's Central Avenue Blues [McVea's 1945 Apollo recordings] (Delmark #756, 2002)
- Honk! Honk! Honk! [bevat 9 opnames voor Combo uit de periode 1954–1957] (Ace #781, 2000)
- Fortissimo! The Combo Recordings (1954-1957) (Ace #1246, 2010)
- Rarely Was Honkin' Sax So Much Fun: Jack McVea with Alton Redd and George Vann (JSP #77159, 2012) 4-CD set